# Hayato Suzuki
Hayato Suzuki (鈴木 隼人 Suzuki Hayato?), född 13 maj 1982 i Shizuoka prefektur, är en japansk före detta fotbollsspelare.
Suzuki började sin karriär 2001 i Shimizu S-Pulse. 2005 flyttade han till Ventforet Kofu. Han avslutade karriären 2005.